# Upeneus xanthogrammus
Upeneus xanthogrammus är en fiskart som beskrevs av Gilbert 1892. Upeneus xanthogrammus ingår i släktet Upeneus och familjen mullefiskar. Inga underarter finns listade i Catalogue of Life.